# معركة بئر السبع (1948)
معركة بئر السبع أو عملية موسى (بالعبرية: מִבְצָע מֹשֶׁה)، كان هجوماً إسرائيلياً على بئر السبع في 21 أكتوبر (تشرين الأول) عام 1948. وكانت المعركة الشق الأخير من عملية يوآف. ساعدت على فتح ممر بري عبر صحراء النقب لتتصل بباقي إسرائيل، مما له من اهمية عسكرية وسياسية، فقد ساعدت في قطع طريق إمداد الجناح الشرقي لقوة الاستكشاف المصرية، كما عززت مطالبة إسرائيل بضم صحراء النقب.
بدأ الهجوم في الساعة 04:00 يوم 21 أكتوبر، وشارك فيه لواء النقب والكتيبة 89 من اللواء الثامن الإسرائيلي. وانتهى القتال في الساعة 09:15، عندما استسلم المصريون لقسم شرطة البلدة.

## خلفية تاريخية
تأسست مدينة بئر السبع الحديثة في أواخر القرن التاسع عشر، كجزء من سياسة السلطان عبد الحميد الثاني لبناء وتوسيع المراكز السكانية في المناطق الصحراوية للدولة العلية العثمانية (وشملت السياسة مدن أخرى، مثل جرش وعمان والعقبة). تم تخطيط شوارع المدينة في مخطط شبكي، وأصبحت المدينة عاصمة إقليمية، واحتفظت بهذا الوضع منذ ذلك الحين.
كان المجتمع اليهودي الاستيطاني في فلسطين يخطط بالفعل للاستيلاء على بئر السبع كجزء من عملية باراك في الأيام الأخيرة من حرب التطهير العرقي لفلسطين بين عامي 1947 و1948 في فلسطين الانتدابية، لكنه اضطر للتخلي عن الخطة بسبب المعارك في ممر القدس وكفار داروم. لم تعد الخطة مقبولة مرة اخرى إلا خلال عملية يوآف، عندما شنت القوات الإسرائيلية الكبيرة هجوماً كبيراً على المواقع المصرية، بما في ذلك بيت حانون وممر الفصل.